# 天地創造 (ゲーム)
『天地創造』（てんちそうぞう）は、1995年10月20日に日本のエニックスから発売されたスーパーファミコン用アクションロールプレイングゲーム。欧州では『Terranigma』というタイトルで『ガイア幻想紀』と同様に任天堂から発売されたが、北米では発売されなかった。
開発はクインテットが行い、ゲーム・デザインおよびディレクターは『ガイア幻想紀』（1993年）を手掛けた宮崎友好、シナリオは『スラップスティック』（1994年）を手掛けた竹林令子、音楽はセガのメガドライブ用ソフト『ソニック・ザ・ヘッジホッグ3』（1994年）を手掛けた小林美代子および曳地正則、キャラクター・デザインは漫画家の藤原カムイが担当している。

## 概要
聖書の「創世記」にある天地創造をモチーフにした、壮大なスケールの作品。かつて滅び去った「地表」の大陸や文明を蘇らせるために、地球の裏側「地裏」の住人である主人公アークが様々な時代と場所を冒険する。「天地創造」には身分や年齢層ないし生活状況を問わず多くのカップルが登場する。ゲームの根底には奇跡的な偶然から生まれた尊い命への感謝がテーマとされている。
日本においては同時期に発売された『ドラゴンクエストVI 幻の大地』（1995年）や『クロノ・トリガー』（1995年）の陰に隠れた感があるが、質の高いグラフィックやシナリオ、音楽を評価するヘビーユーザーもいる。また、ゲーム誌『ファミ通』の「クロスレビュー」ではシルバー殿堂を獲得した。

## ゲーム内容

### システム
基本的なシステムとしては、世界地図を原型としたマップを放浪するRPG（ロールプレイングゲーム）形式と、ダンジョン内を探索するアクション形式に分かれる。
各地名は実際にある地名をそのまま、あるいは模してつけられたものが多く、また、発明家や学者などにも実在の人物名を冠したキャラが登場する。
なおRPG形式ではあるが、敵との遭遇はダンジョン内のみでフィールド上で敵と遭遇することはない。
ダンジョン内では、ジャンプ、ダッシュ、攻撃、防御、物を押す・投げるといった行動等を駆使して敵キャラクターといった障害を克服し、謎掛けや仕掛けを解きながら進んでいく。
HPが0になるとセーブした場所に戻されるが、ストーリーにやり直しは無い。

### アクション
ダンジョン操作で行えるアクションは多彩である。ここで説明するボタンは初期設定の場合である。
物を持つ・投げる
物の前でAボタン。さらにもう一度押すと投げられる。敵にぶつけることでダメージを与えることも可能。ただし、敵にぶつかると物を落としてしまう。
物を押す
押す対象の前でAボタンを押しながら方向キー。ただし2つ以上同時には押せない。
ノーマルアタック
普通の攻撃。Aボタンを押すだけで発動。前方に突きを繰り出し、ボタン連打でラッシュアタックに移行する。
ラッシュアタック
連続攻撃。Aボタン連打で発動し、その場で連続突きを繰り出す。攻撃範囲が少し広がるためノーマルアタックでは届かない所にも当たる。
ミドルスライサー
突進攻撃。ダッシュ中にAボタンで発動し、槍を突き出しながら前方に突っ込む。発動している間、一時的に無敵状態になる（ただし一部攻撃に関しては無効）。
スピンアタック
ジャンプ攻撃。ジャンプ中にAボタンで発動し、空中で回転攻撃を放つ。射程は短いが自分の周りに円を描くように攻撃する。
レッグスライダー
滑走攻撃。ダッシュ→Bボタン→Aボタンとテンポ良く押すことで発動し、地面に沿って敵を蹴散らしながら進む。そのままAボタンを押すとさらにミドルスライサーが出るが、ボタンの配置上やや出しづらい。
クロスガード
防御。Rボタンを押している間、前方からの飛び道具を防ぐ。弾などの間接攻撃に対してのみ有効であり、体当たりなどの直接攻撃を防ぐことはできない。

### 箱
一見、小さな箱だが、人がすっぽり入ることができるほど広い。普段はセレクトで、自由に行き来することができる。箱の中は、4つの部屋に分かれており、それぞれ「道具」「武器」「防具」「中央（システム）」の間となっていて、いわゆるメニュー画面の役割をもつ。
クリスタルホルムの地下室に封印されていた「パンドラの箱」と呼ばれる箱であり、中には地裏のヨミが入っていた。封印を解いた者だけが、箱の持ち主になることを許される。武器の部屋にはとある存在がいて、その者によれば、かつて人類で最初にパンドラの箱を開けて男がその者を手にしたことで、人類は動物を狩るようになりそのテリトリーを広げていった。アークがその者に手を伸ばすと、手にはクリスタルの槍があった。
地表にも同じような箱が存在していて、コロンブスがアメリカ大陸で発見しており、終盤はこちらが使用される（ゲームシステム上は内容物引き継ぎで変化なし）。この箱の中には「英雄」と呼ばれる存在のための武器（英雄の槍）および装備一式が入っている。「英雄」は人類が最初に武器として使った道具を手にして戦うとされており、作中では人類史上初の武器の種類は槍である。
なお小説版では箱の所在はアークの心の中。

### 魔法
プライムブルーと呼ばれる青い水晶を魔法のリングにすることで使用可能。また他者から力を借りる魔法のメダルの作成にもプライムブルーが必要。
プライムブルーは消耗品ではなくリングやメダルは一度使うとプライムブルーが残るため、魔法屋で何度でも新しく魔法を入れてもらうことができる。

## 設定

### ストーリー
地裏という世界にあるたった一つの村「クリスタルホルム」。ここに暮らす村一番のやんちゃ者のアークは、村の仲間に焚き付けられて長老が入ることを禁じている開かずの扉を壊して中に入り、封印されていた「パンドラの箱」を開けてしまう。その箱を開けてしまったせいで、村の時間が止まり、村人たちは凍りつく。村人を助けるために、アークは地裏にある5つの試練の塔に向かった。そしてそれぞれの塔に封印されていた力を解き放ち、村人の復活と同時に「地表」の大地を創造していくことになる。
村人を助けるための旅は、いつしかこの星を復興するための旅に変わっていく。大陸から生命、そして人類の文明を取り戻す大いなる旅の先に待ち受けるアークの運命とは一体何なのだろうか……。

### 章立て
第1章 旅立ち
地裏にあるクリスタルホルムの村で平穏な日々を送っていたアークが、長老の家の地下でパンドラの箱を開けてしまったことから物語は始まる。アークは村人を助けるために5つの塔の試練に挑み、そして地表の大陸を復活させていく。物語としては序盤前半となるが、ゲームとしては、時間経過で回復が出来たり色々なヒントで各ダンジョンのトリッククリア方法が示唆されるなどチュートリアルとしての要素が大きい。
第2章 世界の復活
長老の命を受けて地表に赴き、生命が死に絶え荒れ果てた大地に生命を復活させていく。物語の序盤後半部分で、植物の復活から人類の復活までがこの章に含まれる。この章からはアイテムなどでしか回復が出来ない事や第1章のようなヒントもほとんど無いこと等から、ゲームとしては実質的にここからが本番とも言える。また、この段階までは各植物・動物と会話できる。
第3章 天才の復活
復活した人類文明の成長を促すために、世界中で各分野の天才を手助けしたり技術交流を行って文明を発展させていく。同時に邪な人類による数々の陰謀に立ち向かう中で、自らの旅の真の目的、そして自身の存在について次第に明らかになっていく。ゲーム中で最も長い章で物語の中核とも言える。ゲーム的にも深いトリックや比較的難易度の高いボス戦闘などが存在するため謎解き・アクション要素も大きくなっている。この章で人類文明を発展させる事で世界中を自在に巡れるようになり、またゲーム進行との関連は薄いが町の発展度が表示されるなどやりこみ要素も深くなっている。なお、動植物との会話こそ出来ないが第2章で利用した渡り鳥による移動は可能である。
第4章 英雄の復活
運命の輪の内から解き放たれた「光と闇の使者」へと生まれ変わり、12時間表示の時計における“13時”とも言うべき本来存在しえない状態の世界を創り出そうとするベルーガと「闇の星」に挑む。ボス戦闘がラスボスのみでありシナリオダンジョンも1箇所だが、物語としてもゲーム的にもまさにクライマックスを占めると言える。章としてはそこまで長くないが、第3章同様世界中を巡ることは可能。

### 舞台
実在する都市名、または地方名などをモチーフにしているのが特徴（ストークホルム＝スウェーデン首都のストックホルム、リオット＝ブラジルのリオデジャネイロ、ロウラン＝かつて中国にあった都市国家またゼン（鄯）善国の首都楼蘭など）。

#### 地裏
「ちうら」と読む。地球の内部に存在し、重力が地表側に向いた地底世界。地面には巨大な結晶や溶岩などがあり、空には青く光る地裏の太陽ガイアストーンが浮いている。
クリスタルホルム
地裏に存在する唯一の村。
地表の生き物の記憶がしゃぼん玉のようなクリスタルブルーになって空を漂っている。
試練の塔1-5
地裏に存在する塔。計5箇所あり、それぞれが生き物の生命を制御する力を持つ。
塔の中では生き物たちの魂が、魔物の姿となってさまよっている。
最上階には大地を操る空間があり、たどり着くと地表に大陸が現れる。
また、このほかにも大陸を復活させる場所が2箇所存在する。

#### 地表
当初は陸すらなく、大陸出現後も生物が死滅した荒野だったが、アークの手により次第に生物が復活していく。
- ユーラシア大陸（試練の塔1の攻略後に地図に現れる）
  - インダス川
  - エクルマータ
  - ラサ
  - ゴビ砂漠
  - ロウラン
  - タクラマカン
  - ルワール（ロワール）
  - ノルフェスターの森
  - ストークホルム
  - リッツ
  - シルバイン城
  - ユンコウ
  - ドラグーン城
  - グランドモスク
  - 研究所
  - ネオトキオ（神代島（日本列島））
  - ペンギンランド（アイスランド）
- アフリカ大陸（試練の塔2の攻略後に地図に現れる）
  - サファリアム
  - ズウ
  - せんじんの谷
- 南米大陸（試練の塔3の攻略後に地図に現れる）
  - グレートクリフ
  - サンクチュアリ
  - リオット
  - アスタリカの祭壇
- 北米大陸（試練の塔4の攻略後に地図に現れる）
  - フリーダム
  - コロラド川
  - 五大湖のほこら
  - 人魚の塔
  - ニアレイク
- オーストラリア大陸（試練の塔5の攻略後に地図に現れる）
  - サンコースト
  - エアーズロック
- ムー大陸（試練の塔2から最北端にある）
- ポリネシア諸島（試練の塔5へ行く途中のダンジョンにある）
- 南極大陸(?)
  - ドライバレー

## キャラクター
アーク
物語の主人公。クリスタルホルムに住むイタズラ者でやんちゃな性格。パンドラの箱を開けてしまったことから、天地創造の使命を帯びることになった。
村では水に入る機会が無く、泳げない。
ヨミ
ピンク色の奇妙な生き物。パンドラの箱の中に閉じ込められていたがアークにより開放され、以後相棒としてアークと共に旅をする。
かつて生物が最初に創造された時は、全ての生物はヨミと同じ姿をしていたという。
地裏のエル
アークの幼馴染の心優しい女の子。
桃色の髪を持ち、村一番の機織でもある。
地表のエル
口が利けなくなったルワールの王女。主人公のアークですら驚くほど姿は地裏のエルに瓜二つであるが、こちらは髪の色が橙色である。
実は国王軍の襲撃を受けたストークホルム村の唯一の生き残りである。そのショックから話すことができなくなっていた。とある理由から国王の養女となった。
長老
アークの育ての親でもあるクリスタルホルムの長老。地裏のすべてを知っている。
アークに天地創造の使命を伝える。
塔の番人
地表から来た5つの光。黒いマントに仮面をつけた姿をしている。
ラー
生命の源である大木。魔物に寄生されて力を失っている。
キングバードの王
鳥の王。
ライム
仔ライオン。動物の王ネオの息子。
クマリ
ラサを治める、前世の記憶を失うことなく転生し続ける現人神。アークを助け導く。
メイホウ
クマリの弟子で、かつて「星のかけら」を探して世界中を旅した。千里眼の力でアークの手助けをする。
前世はアスタリカの神官メイラ。
メイリン
メイホウの孫娘。
幻を生み出す能力を持っている。両親はロウランの戦乱で亡くなっており、犬のターボを連れている。
前世はアスタリカの神官メイラに仕える神官メイリア。
フィーダ
エル王女を護衛する女剣士。ルワールの王に拾われ、育てられた経緯を持つ。非常に生真面目な性格で、地表のエルを守ることに何よりも執着している。それは、自分に決意を託し、自らの手にかかったエルの両親への償いである。
前世はアスタリカの神官フィーラ。ロイとは恋仲であった。
ロイド
傭兵。親友をベルーガの手先に殺されており復讐を考えている。嫌味な性格だが義に厚く、シニカルな言動の伊達男。
前世はアスタリカの神官ロイ。フィーラとは恋仲であり、人間らしさとして、前世のエルに「愛」を示した。
コロンブス
航海術を発達させアメリカ大陸を発見したが、帰国後スペインの女王ブラッディマリーに捕らえられた。
共に航海した王子が死んだためと言われているが、実はアメリカ大陸で「英雄の武器」が入った箱を見つけて、地表のエルの故郷の村の人々に隠すよう委ねたため、「英雄の武器」を狙う女王に幽閉され拷問を受けた。
ペルル
フリーダムのスケボー少年。
前世はアスタリカの神官メイラに仕える神官ペーラ。
ベルーガ
天才科学者。必要な人間のみが生き続け、それ以外は滅びるべきだとする選民思想を持つ。
アークが世界を復活させる以前の世界で、ダークガイアに従って細菌兵器「アスモデウス」によって世界にとって不必要な人間を抹殺。その後大地が世界から失われてしまう前にコールドスリープで眠りにつく。
世界の復活後は眠りながらにして、人工知能などによってグランドモスクで信者を増やし続けながら、自らを眠りから解き放つものを研究所の深奥にて待ち続ける。ルワールの王やシルバインの女王マリー、ドラグーン城のウォンが「英雄の武器」を狙ったのもベルーガの企みによるものである。
ダークガイア
地球が持つ2つの意思のうちの1つで、地球の裏の顔であり、破壊を司り、地裏をテリトリーとしている。役目を終えたものに滅びの運命を与えるのを使命とし、「闇の星」「悪魔」などと呼ばれている。
12時の次には1になるような繰り返される創造と破壊の運命には否定的で、選ばれた者のみが不死を得て停滞した“13時”とも言える世界を作り、破壊も創造もない1つの意思に統一された星を望む。
ライトガイア
地球が持つ2つの意思のうちの1つ。地球の表の顔であり、創造や発展を司る。
いわゆる「創造神」と呼ばれる存在である。

## スタッフ
- ゲーム・デザイナー、スクリプト・ライター、ディレクター：宮崎友好
- シナリオ・ライター：竹林令子
- 企画：鶴剛史
- プログラマー：北ノ原昭、北茂美、鶴野めぐみ、あちわきょうすけ
- グラフィック：鈴木奈保子、菅谷一輝、山田俊明、小林貞夫、八坂圭祐（イメージワークス）、瀬川勝利（イメージワークス）、馬場哲（イメージワークス）、やながわわたる、古代彩乃
- 音楽：小林美代子、曳地正則
- パッケージCG：橋本竜生
- CGプログラマー：ごとうとしあき
- クインテット・スタッフ：高戸一哲、杉中直人、佐々木豊、秋葉紀好、とみさわすすむ、むろあつこ
- スペシャル・サンクス：本多智昭、おおくぼまさみ、横田幸次
- アート・ディレクション：藤原カムイ&スタジオ2B
- パブリシティー：曽根康征、斉藤義久、和智信治
- アートワーク：大石直樹、おおつかたかし
- テクニカル・サポート：矢作貞雄、狩野健二郎、武下善郎、本間和文、永瀬美和、勝又啓子、島村悦子
- マーケティング：山本秀樹、中目乃利子
- エニックス・スタッフ：本多圭司、山岸功典、菊本裕智、渡辺泰仁、藤本広貴、斉藤陽介、島村大三、犬塚太一
- プロデューサー：橋本昌哉、二見眞治、戸田淳
- エグゼクティブ・プロデューサー：千田幸信
- パブリッシャー：福嶋康博

## 評価
ゲーム誌『ファミ通』の「クロスレビュー」では、8・7・8・7の合計30点（満40点）でシルバー殿堂を獲得、『ファミリーコンピュータMagazine』の読者投票による「ゲーム通信簿」での評価は以下の通り、23.3点（満30点）となっている。
| 項目 | キャラクタ | 音楽 | お買得度 | 操作性 | 熱中度 | オリジナリティ | 総合 |
| 得点 | 4.1        | 4.0  | 3.5      | 3.8    | 4.1    | 3.9            | 23.3 |

## 関連作品
- 小説『天地創造 - Light in the darkness』（久美沙織） ISBN 4-87025-864-1
- 小説『天地創造』（中井紀夫） ISBN 4-89366-456-5
- ゲームブック『ゲームブック天地創造』 ISBN 4-87025-904-4
- 漫画『天地創造』全2巻（八坂麻美子、月刊Gファンタジー連載）ISBN 4-87025-569-3 、 ISBN 4-87025-581-2
- 攻略本『天地創造ワールドアトラス』 ISBN 4-89366-432-8
- 攻略本『天地創造公式ガイドブック』 ISBN 4-87025-850-1
- 『エニックスゲーム大全』 ISBN 4-87025-859-5
- 画集『ドラゴンクエスト列伝 ロトの紋章 藤原カムイイラスト集II』（藤原カムイ）ISBN 4-87025-983-4 （別の作品の画集だが、天地創造ギャラリーとしてイメージイラスト集、キャラクター集、設定資料集が掲載）
- 画集『藤原カムイ画集 40GB』（藤原カムイ）ISBN 4-7577-0380-5
- 音楽CD『天地創造 クリエイティヴサウンドトラックス』 KTCR-1344